# Сажин, Виктор Борисович
Ви́ктор Бори́сович Са́жин (род. 20 августа 1959, Москва) — российский химик-технолог, доктор технических наук, профессор, вице-президент Ассоциации «Основные процессы и техника промышленных технологий», академик РАЕН, РИА, РЭА, МАНЭБ, МАДО, член НСХТ РАН.
Автор научных основ техники сушки дисперсных материалов в эффективных гидродинамических режимах, классификации материалов как объектов сушки и изобретения и патента на промышленное использование вихревого эффекта Ранка, разработчик теории эксергетического анализа крупных энергетических объектов и технологии получения ферритов тяжелых металлов при очистке промышленных сточных вод. Обосновал понятие «эффективные» гидродинамические режимы и разработал методику оценки численного значения эффективности.

## Биография

### Происхождение и образование
Родился 20 августа 1959 года в Москве. Мать — Сажина Галина Ивановна — преподаватель, отец — Сажин Борис Степанович (1933—2020) — выпускник Московского химико-технологического института имени Д. И. Менделеева, доктор технических наук, заслуженный деятель науки и техники РСФСР, профессор.
В 1966—1976 гг обучался в средней общеобразовательной школе с политехническим уклоном № 61 г. Москвы. Параллельно, до 1973 года обучался музыке по классу фортепиано и аккордеона. В 1973—1975 гг. проходил производственную практику на Московском радиотехническом заводе, получив квалификацию «слесарь-сборщик 4-го разряда». В 1975 году получил звание кандидата в мастера спорта по лыжным гонкам.
В 1976 году поступил в Московский химико-технологический институт им. Д. И. Менделеева (ныне — Российский химико-технологический университет) на факультет кибернетики химико-технологических процессов. В 1986 году защитил кандидатскую диссертацию по теме «Разработка и применение нового метода расчета промышленных процессов сушки сыпучих материалов в аппаратах с псевдоожиженным слоем». В 2000 году защитил докторскую диссертацию на тему «Научные основы техники сушки дисперсных материалов при эффективных гидродинамических режимах взвешенного слоя» по специальности «Основные процессы и аппараты химических технологий».

### Работа в РХТУ
В 1982 году, окончив университет по специальности «Основные химические производства и кибернетика химико-технологических процессов», остался работать в МХТИ в должности старшего лаборанта кафедры КХТП. С 1987 года Виктор Борисович работал в МХТИ на кафедре ОХТ, до 1993 года — в должности ассистента, с 1993 по 2000 — доцент, а с 2000 — профессор.
С 1988 года состоит в объединённом совете молодых ученых, специалистов и студентов МХТИ (РХТУ), с 1991 года — его председатель. В 1991—1993 годах без отрыва от преподавательской деятельности работал в приёмной комиссии МХТИ, добился изменения статуса комиссии с временного органа на постоянно действующее подразделение в составе ВУЗа. В 1993 году стал учёным секретарём секции процессов и аппаратов химической технологии РХО им. Менделеева.
В 2003 году стал заместителем проректора по научной работе РХТУ. С 2005 года — член диссертационного совета университета.

### Административные должности и членство в академиях
В 1993 году стал одним из инициаторов создания общественного объединения «Российский инвестиционно-инновационный фонд „Научная Перспектива“», став его директором. С 1994 года — член Европейской Федерации по процессам и аппаратам химической технологии (EFCE).
В 1995 году Сажин был назначен членом Межведомственной Комиссии Правительства РФ по содействию творческому и научно-техническому развитию детей и молодежи в Российской Федерации, впоследствии стал заместителем ответственного секретаря и руководителем Общественной приемной Комиссии Правительства РФ по молодежи. В 1998—2004 годах был экспертом центральной комиссии Федеральной целевой программы «Интеграция фундаментальной науки и высшего образования РФ». С 1999 года — член Центрального Правления Национальной системы развития научной, творческой и инновационной деятельности молодежи России «Интеграция». С 1999 года — член Центральной конкурсной комиссии Минобразования РФ, а с 2005 года — член Совета по научно-исследовательской работе студентов и научно-технической деятельности молодежи Минобрнауки России.
В 2000 году избран академиком по секции промышленной экологии Международной академии наук экологии, безопасности человека и природы. С 2002 года является председателем Конкурсной комиссии направления Всероссийского открытого конкурса Минобрнауки России по естественным и гуманитарным наукам научных работ студентов вузов. В 2003 году стал академиком РИА и членом Бюро Президиума секции инженерной экологии и ресурсосбережения Российской инженерной академии. В 2004 году вошел в совет Кембриджского биографического общества (IBC), департамент науки Американского биографического института (ABI) и стал научным советником издания «Who’s Who in 21th Century» Международного биографического центра (Кембридж, Великобритания). С 2005 года является академиком по секции технических наук Российской академии естественных наук. С 2007 года — вице-президент Российской молодёжной академии наук и Международной академии дополнительного образования, с 2009 года — вице-президент Ассоциации «Основные процессы и техника промышленных технологий». С 2010 — член Научного совета по химической технологии Российской академии наук и член Президиума РАЕН. В 2011 избран членом Президиума РИА, в 2016 — академиком по секции «Инженерная экология и техногенез» Российской экологической академии. Председатель редакционного совета Международного академического вестника.

## Научная деятельность
Область научных интересов — процессы и аппараты химических технологий, химическая технология неорганических веществ, промышленная экология и ресурсосбережение. Является автором научных основ техники сушки дисперсных материалов в эффективных гидродинамических режимах и классификации материалов как объектов сушки. Развил теорию активных гидродинамических режимов и создал систему алгоритмизации технологических задач на основе комплексного анализа материалов как объектов обработки.
Предложил новый подход к анализу проектированию и методику расчета промышленных сушильных установок кипящего слоя. Обосновал применение эксергетического анализа в гидродинамике для определения эффективности гидродинамических режимов на основе эксергетического КПД. Провёл эксергетический анализ работы теплоиспользующих установок в химической и текстильной промышленности. Разработал теорию эксергетического анализа крупных энергетических объектов. Ввёл понятие «эффективные» гидродинамические режимы и разработал методику оценки численного значения эффективности. Автор первого в мире изобретения и патента на промышленное использование вихревого эффекта Ранка.
Совместно с А. Б. Половниковым разработал технологию получения ферритов тяжелых металлов при очистке промышленных сточных вод.
Автор более 700 научных трудов, в том числе 2 справочников, 2 учебников, 9 монографий, 20 учебных пособий, более 10 патентов и авторских свидетельств на изобретения. Подготовил более 10 докторов и кандидатов наук.
Организовал более 60 международных и более 100 российских молодёжных форумов по химии, химической технологии, химическому машиностроению, промышленной экологии и безопасности жизнедеятельности, истории науки и техники, педагогическим проблемам в химии и др.

## Творческая деятельность
Помимо научной деятельности Сажин занимается и творческой. Существует коллективный литературный псевдоним «Александров Александр Александрович», принадлежащий Виктору Борисовичу Сажину и его отцу Борису Степановичу Сажину. В 2014 году совместно с директором издательства «Химия» О. А. Чертковой, В. Б. Сажиным была учреждена книжная серия «Химики — о химиках и не только», в состав которой входит 5 книг. В 2016 году ими также была учреждена музыкальная серия «„Химия“ звука» и опубликован нотный сборник экспромтов для фортепиано под псевдонимом «Виктор Б. Сажин».

## Награды и звания
За время своей научной деятельности Сажин был удостоен ряда наград и званий, среди которых:
- почётный доктор (1998)[12] и почетный профессор (2012) по основным процессам и технике промышленных технологий ;
- награды США и Великобритании;
- почётный деятель образования, науки и культуры РФ (2003);
- дипломы комиссариата по делам молодежи ЮНЕСКО, Федерального агентства по образованию РФ, комитета по делам молодежи Государственной Думы Федерального Собрания РФ, Правительства Москвы и др.;
- почётная грамота Государственной Думы ФС РФ (2007);
- почётная грамота Правительства Омской области (2009);
- премия Президента РФ молодым ученым в области науки и техники (2008) — за разработку «Технологии получения ферритов тяжелых металлов при очистке промышленных сточных вод» (совместно с А. Б. Половниковым)[4];
- заслуженный инженер РФ (2010);
- почётный работник высшего профессионального образования РФ (2013);
- почётный машиностроитель (2013);
- заслуженный деятель науки высшей школы (2014);
- заслуженный деятель науки в области экологии и безопасности жизнедеятельности (2014).

## Некоторые публикации
- Сажин В. Б. и др. Применение методов кибернетики для решения прикладных задач химической технологии. — М.: ВИНИТИ, 1986. — 225 с.
- Сажин Б. С., Сажин В. Б. Научные основы техники сушки. — М.: Наука, 1997. — 448 с.
- Сажин Б. С., Сажин В. Б., Булеков А. П. Эксергетический анализ работы промышленных установок. — М.: Московский гос. текстильный ун-т, 2000. — 297 с.
- Сажин В. Б., Сажина М. Б. Сушка в закрученных потоках: теория, расчет, технические решения. — М.: РОСЗИТЛП, 2001. — 324 с.
- Сажин В. Б., Сажина М. Б. Выбор и расчёт аппаратов с взвешенным слоем. — М.: РОСЗИТЛП, 2001. — 336 с.
- Сажин В. Б. Иллюстрации к началам курса «Основы материаловедения». — М.: ТЕИС, 2005. — 156 с.
- Сажин В. Б. Основы материаловедения в вопросах и ответах. — М.: ТЕИС, 2006. — 196 с.
- Sazhin B. S., Sazhin V. B. Scientific Principles of Drying Technology (англ.). — New York — Connecticut (USA) — Wallingford (U.K.): Begell House Inc., 2007. — 506 p.
- Сажин Б. C., Сажин В. Б. Научные основы термовлажностной обработки дисперсных и рулонных материалов. — М.: Химия, 2012. — 776 с.
- Сажин В. Б., Сажин Б. C. Научные основы стратегии выбора эффективной сушильной установки. — М.: Химия, 2013. — 544 с.
- Сажин В. Б. Сильная или слабая? // Химия и жизнь. — 1976. — № 4. — С. 101.
- Сажин В. Б., Ойгенблик А. А., Дорохов И. Н. и др. Математическая модель процесса сушки сыпучих продуктов в псевдоожиженном слое // Промышленная теплотехника. — 1985. — Т. 7, № 6. — С. 40—46.
- Ойгенблик А. А., Корягин Б. А., Сажин В. Б. и др. Время сушки сыпучих продуктов в условиях псевдоожиженного слоя // Химическая промышленность. — 1989. — № 11. — С. 66—72.
- Запорожец Е. П., Холпанов Л. П., Сажин В. Б. Моделирование процесса сушки твёрдого материала в фонтанирующем слое // Теоретические основы химической технологии. — 1997.
- Сажин Б. С., Булеков А. П., Сажин В. Б. Оценка эффективности работы аппаратов с активным гидродинамическим режимом на основе их эксергетических характеристик // Теоретические основы химической технологии. — 1999. — Т. 33, № 5. — С. 521—527.
- Сажин В. Б. и др. Структурно-механические характеристики дисперсных материалов как объектов сушки // Успехи в химии и химической технологии. — 2000. — Т. 14, № 3. — С. 83—86.
- Сажин Б. С., Акулич А. В., Сажин В. Б. Математическое моделирование движения газа в сепарационной зоне прямоточного вихревого аппарата на основе (кт-ε)-модели турбулентности // Теоретические основы химической технологии. — 2001. — Т. 35, № 5. — С. 472—478.
- Сажин В. Б. и др. Анализ основных подходов к классификации материалов как объектов сушки // Известия вузов: Химия и химическая технология. — 2005. — Т. 48, № 5. — С. 99—104.
- Сажин В. Б. и др. Анализ основных характеристик влажных материалов как объектов сушки при рациональном выборе сушильного оборудования // Известия вузов: Химия и химическая технология. — 2005. — Т. 48, № 12. — С. 98—104.
- Сажин В. Б., Панов А. Ю. Особые свойства «Крещенской» воды // Журнал Успехи в химии и химической технологии. — 2007. — Т. XXI, № 11 (79). — С. 109—115.
- Сажин В. Б., Половников А. Б. Технология очистки сточных вод с получением ферритов тяжёлых металлов // Успехи в химии и химической технологии. — 2009. — Т. 23, № 11 (104). — С. 130—134.